# Leucogeranus

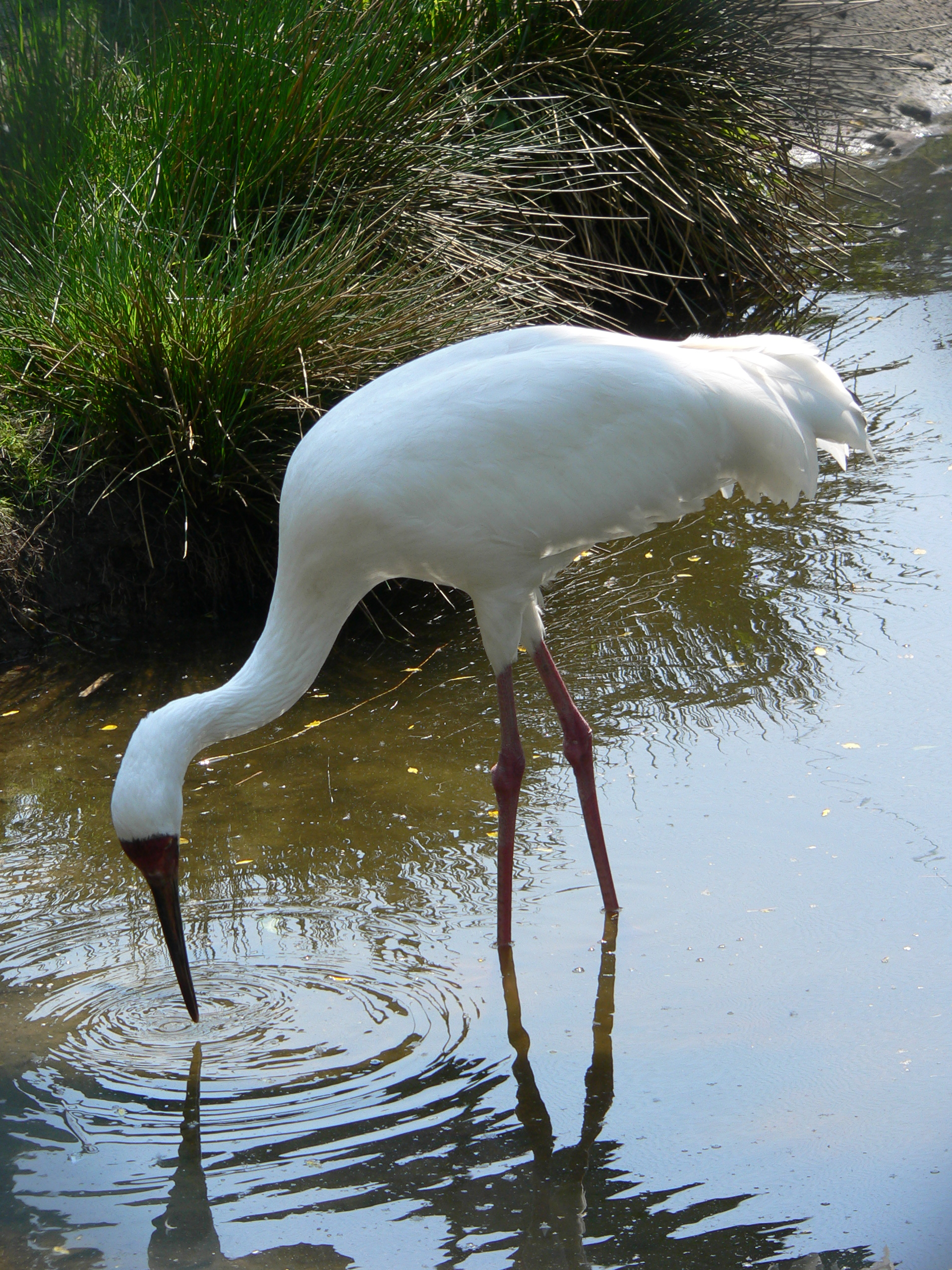

Leucogeranus é um género de aves da família Gruidae, vulgarmente conhecidas como grous.
Este género contém apenas uma espécie:
- Grou-siberiano (L. leucogeranus)